# Houserovka
Houserovka (německy Hauserhof) je malá vesnice, část okresního města Pelhřimov. Nachází se asi 8,5 km na jih od Pelhřimova. V roce 2009 zde bylo evidováno 39 adres. V roce 2001 zde trvale žilo 54 obyvatel. Při západním okraji osady protéká říčka Bělá, která je pravostranným přítokem Hejlovky.
Do roku 2008 tu ve svém ateliéru žil a tvořil akademický malíř Jiří Mádlo.
Houserovka je také název katastrálního území o rozloze 2,43 km².

## Historie
První písemná zmínka o vesnici pochází z roku 1371.
V letech 1961–1980 k vesnici patřily Benátky.

## Galerie

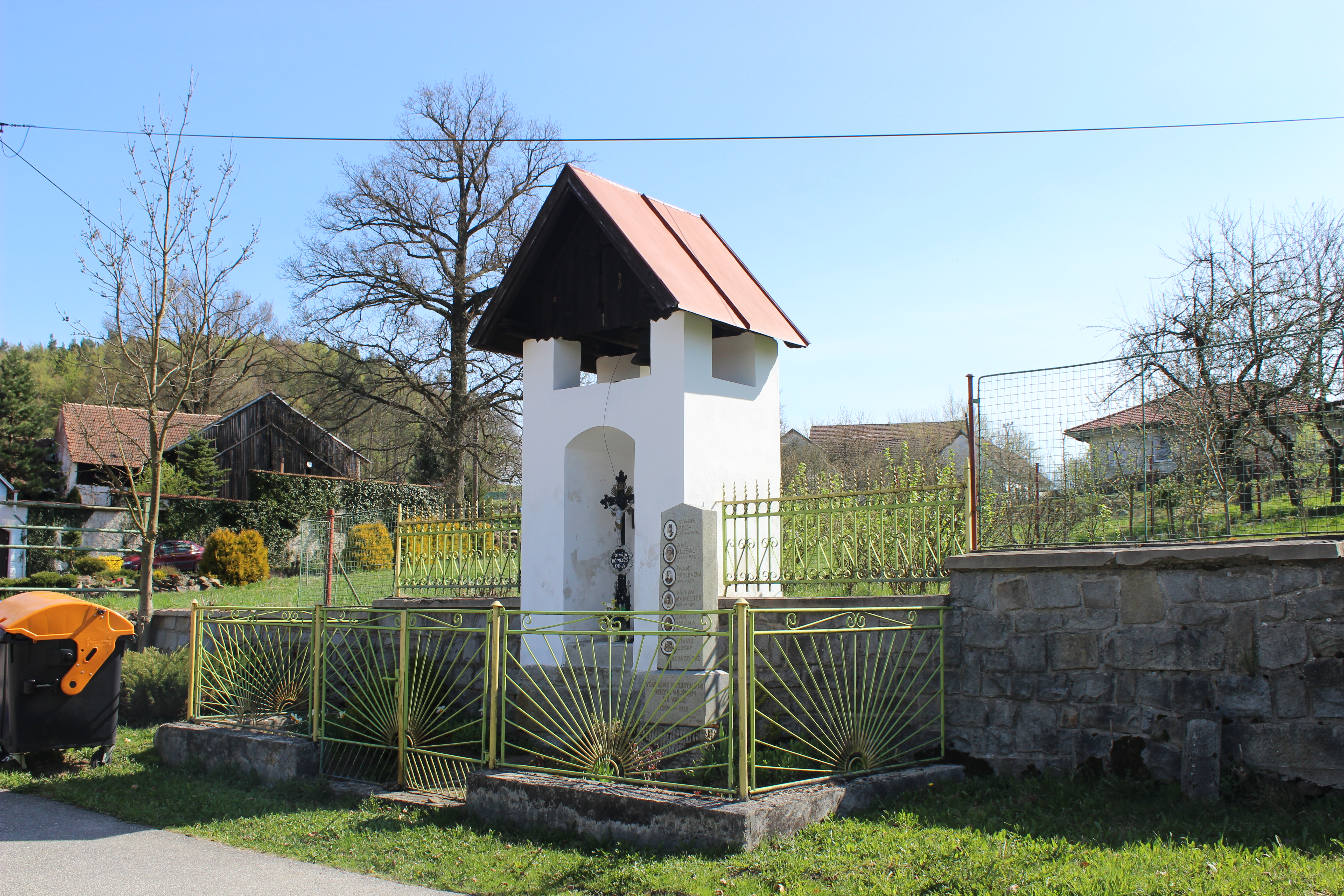
Kaplička
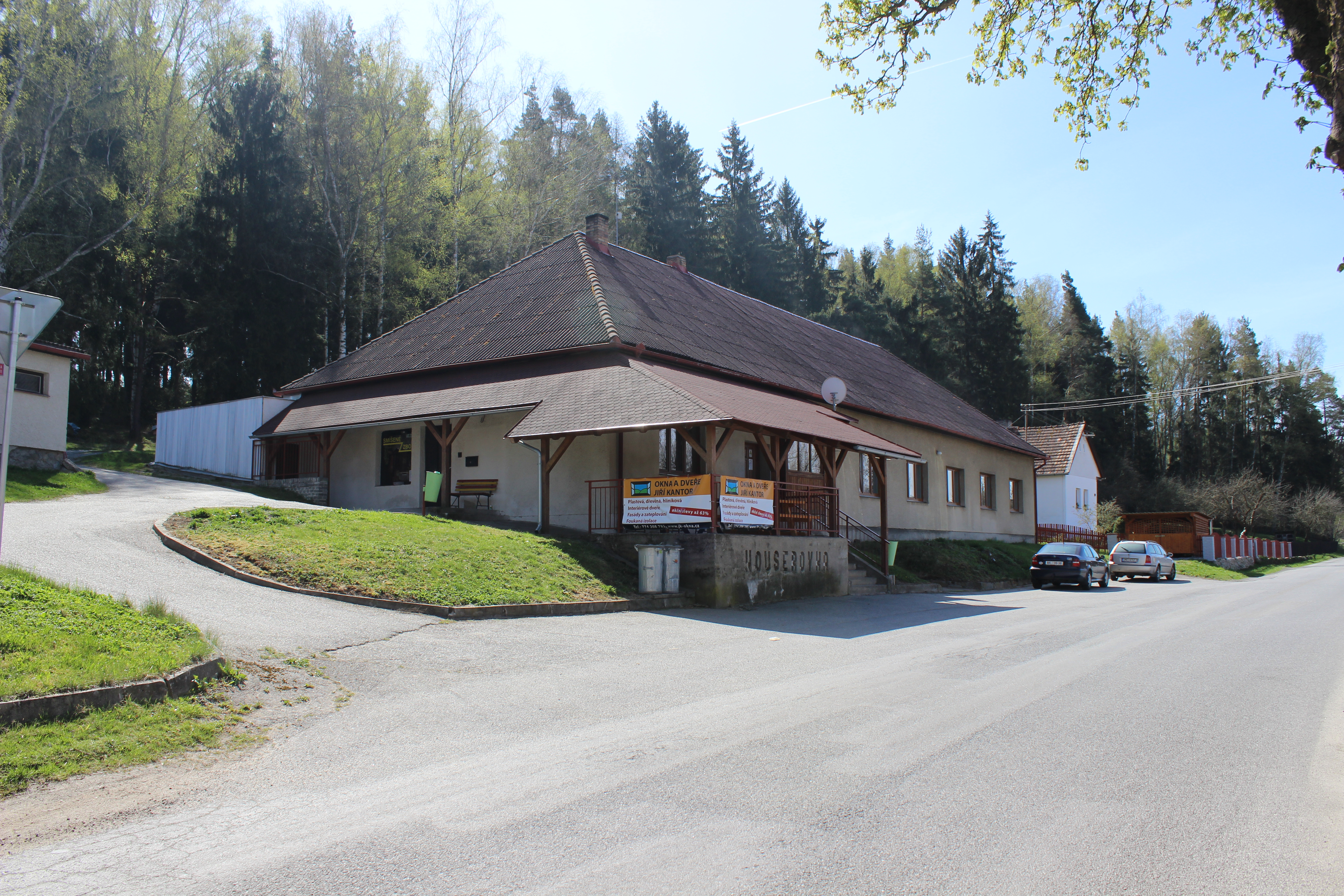
Pohostinství
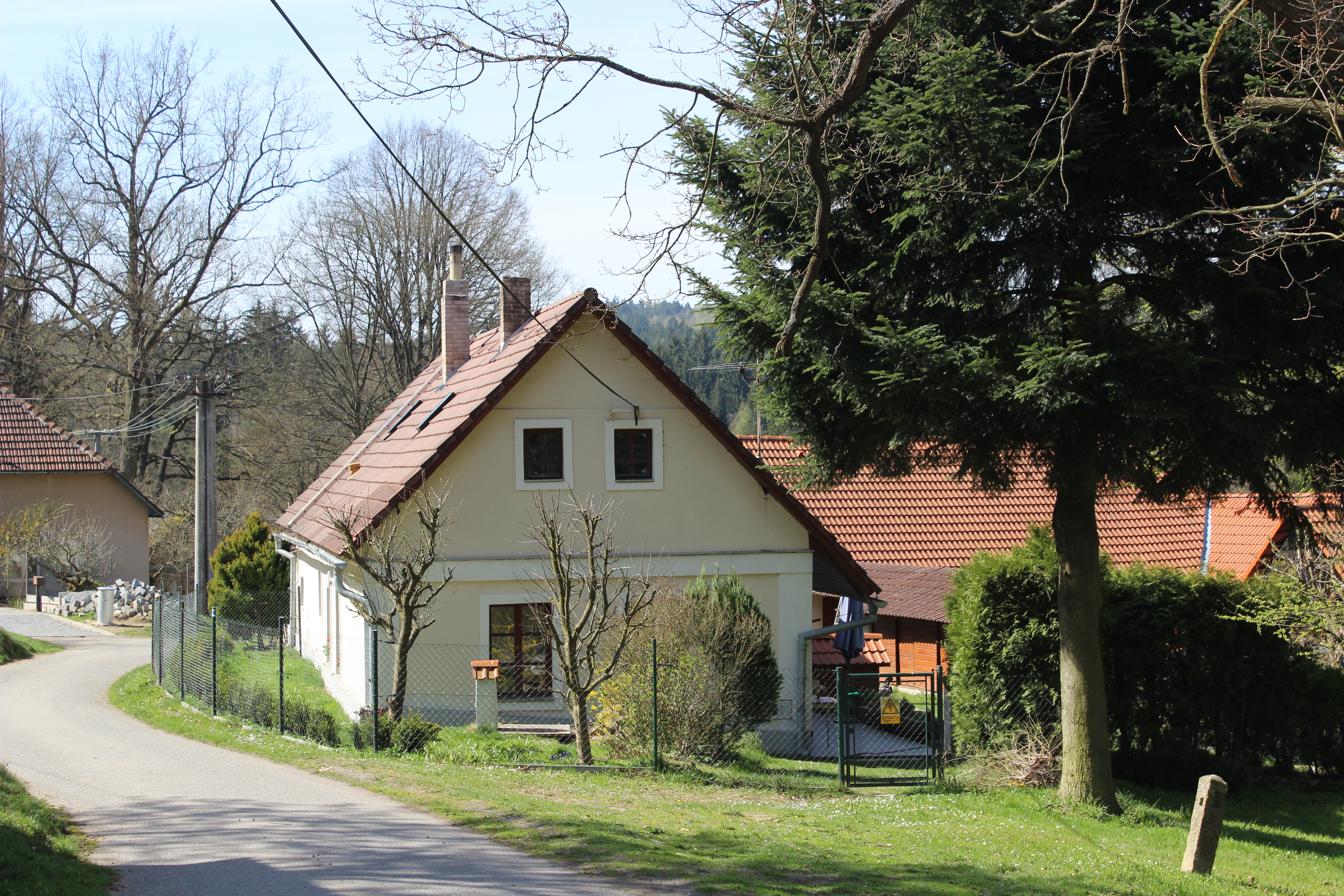
Dům čp. 16
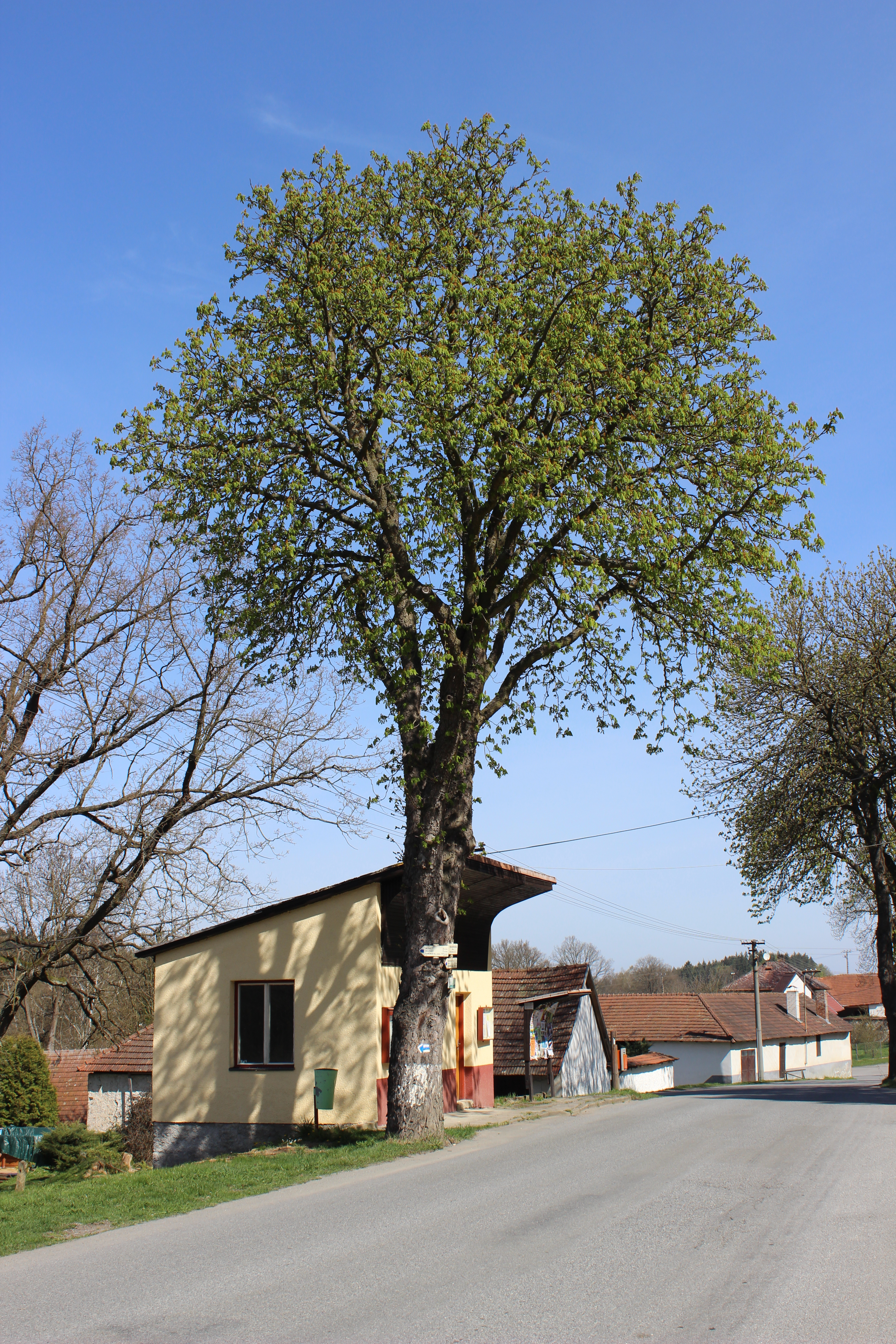
Čekárna na stanici autobusu
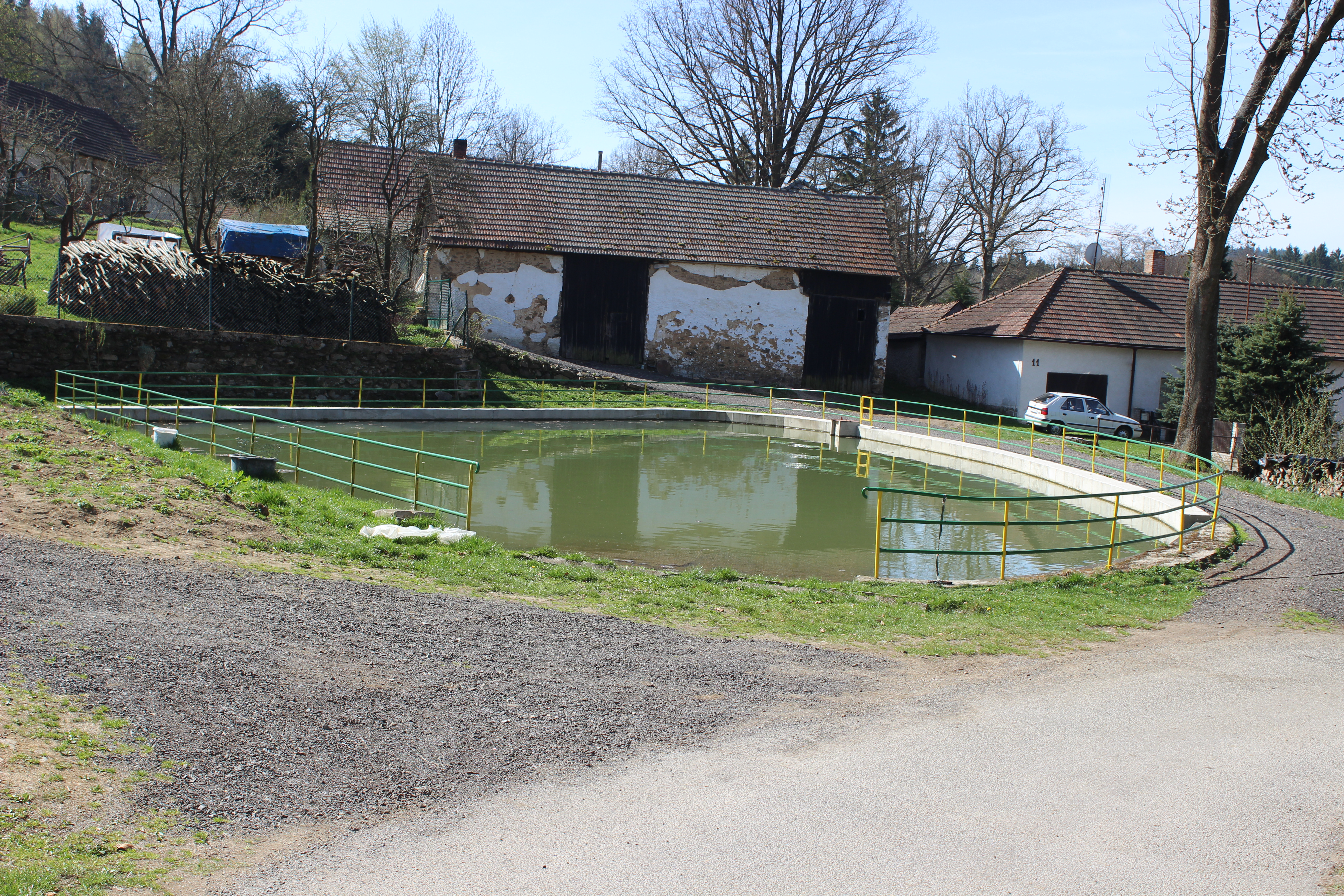
Místní nádrž